# Baśka i Barbara
Baśka i Barbara – debiutancka książka Zofii Romanowiczowej, opublikowana w 1956 roku nakładem oficyny wydawniczej „Libella” w liczbie czterech tysięcy egzemplarzy. Okładkę zaprojektował Władysław Szomański.  
Książka jest niejednorodna pod względem gatunkowym. Posiada pewne cechy powieści, pamiętnika, gawędy, noweli, zbioru opowiadań. Baśka i Barbara to utwór złożony z 18 rozdziałów, opisujących po kolei: przyjście na świat córki narratorki-bohaterki, Basi, jej pierwsze miesiące życia, aż do kończących utwór szóstych urodzin dziewczynki. Tym, co stanowi największy walor książki, jest opisanie początku życia i formowania się człowieka.
Książka spotkała się z bardzo dobrym przyjęciem krytyki – zarówno na emigracji, jak i w kraju.